# Edoardo Castelli
Edoardo Castelli (Torino, 25 agosto 1807 – Roma, 28 novembre 1873) è stato un politico italiano.